# Lista odcinków serialu You’re the Worst
Poniżej znajduje się lista odcinków serialu telewizyjnego You’re the Worst – emitowanego przez amerykańską stację kablową  FX od 17 lipca 2015 roku do 3 kwietnia 2019 roku. Powstało 5 serii, które łącznie składają się z 62 odcinków. W Polsce serial nie był emitowany.
| Sezon | Sezon | Odcinki | Oryginalna emisja | Oryginalna emisja | Oryginalna emisja | Oryginalna emisja | Oryginalna emisja |
| Sezon | Sezon | Odcinki | Premiera sezonu   | Finał sezonu      | Premiera sezonu   | Finał sezonu      |                   |
| ----- | ----- | ------- | ----------------- | ----------------- | ----------------- | ----------------- | ----------------- |
|       | 1     | 10      | 17 lipca 2014     | 18 sierpnia 2014  | —                 | —                 |                   |
|       | 2     | 13      | 9 września 2015   | 9 grudnia 2015    | —                 | —                 |                   |
|       | 3     | 13      | 31 sierpnia 2016  | 16 listopada 2016 | —                 | —                 |                   |
|       | 4     | 13      | 6 września 2017.  | 15 listopada 2017 | —                 | —                 |                   |
|       | 5     | 13      | 9 stycznia 2019   | 3 kwietnia 2019   | —                 | —                 |                   |

## Sezon 1 (2014)
| Nr | #  | Tytuł                                         | Reżyseria           | Scenariusz                      | Premiera FX      |
| -- | -- | --------------------------------------------- | ------------------- | ------------------------------- | ---------------- |
| 1  | 1  | Pilot                                         | Jordan Vogt-Roberts | Stephen Falk                    | 17 lipca 2014    |
| 2  | 2  | Insouciance                                   | Alex Hardcastle     | Stephen Falk                    | 24 lipca 2014    |
| 3  | 3  | Keys Open Doors                               | Alex Hardcastle     | Stephen Falk                    | 31 lipca 2014    |
| 4  | 4  | What Normal People Do                         | Alex Hardcastle     | Stephen Falk                    | 7 sierpnia 2014  |
| 5  | 5  | Sunday Funday                                 | Jordan Vogt-Roberts | Stephen Falk                    | 14 sierpnia 2014 |
| 6  | 6  | PTSD                                          | Jordan Vogt-Roberts | Franklin Hardy Shane Kosakowski | 21 sierpnia 2014 |
| 7  | 7  | Equally Dead Inside                           | Jordan Vogt-Roberts | Alison Bennett                  | 28 sierpnia 2014 |
| 8  | 8  | Finish Your Milk                              | Matt Shakman        | Eva Anderson                    | 4 września 2014  |
| 9  | 9  | Constant Horror and Bone-Deep Dissatisfaction | Matt Shakman        | Stephen Falk                    | 11 września 2014 |
| 10 | 10 | Fists and Feet and Stuff                      | Matt Shakman        | Stephen Falk                    | 18 września 2014 |

## Sezon 2 (2015)
| Nr | #  | Tytuł                            | Reżyseria       | Scenariusz                       | Premiera FX          |
| -- | -- | -------------------------------- | --------------- | -------------------------------- | -------------------- |
| 11 | 1  | The Sweater People               | Alex Hardcastle | Stephen Falk                     | 9 września 2015      |
| 12 | 2  | Crevasses                        | Alex Hardcastle | Stephen Falk                     | 16 września 2015     |
| 13 | 3  | Born Dead                        | Alex Hardcastle | Stephen Falk                     | 23 września 2015     |
| 14 | 4  | All About That Paper             | Alex Hardcastle | Franklin Hardy, Shane Kosakowski | 30 września 2015     |
| 15 | 5  | We Can Do Better Than This       | Wendey Stanzler | Eva Anderson                     | 7 października 2015  |
| 16 | 6  | Side Bitch                       | Wendey Stanzler | Alison Bennett                   | 14 października 2015 |
| 17 | 7  | There Is Not Currently A Problem | Wendy Stanzler  | Stephen Falk, Philippe Iujvidin  | 21 października 2015 |
| 18 | 8  | Spooky Sunday Funday             | Wendy Stanzler  | Stephen Falk                     | 28 października 2015 |
| 19 | 9  | LCD Soundsystem                  | Stephen Falk    | Stephen Falk                     | 4 listopada 2015     |
| 20 | 10 | A Right Proper Story             | Stephen Falk    | Franklin Hardy, Shane Kosakowski | 11 listopada 2015    |
| 21 | 11 | A Rapidly Mutating Virus         | Matt Shakman    | Eva Anderson, Alison Bennett     | 18 listopada 2015    |
| 22 | 12 | Other Things You Could Be Doing  | Matt Shakman    | Stephen Falk                     | 2 grudnia 2015       |
| 23 | 13 | The Heart is a Dumb Dumb         | Matt Shakman    | Stephen Falk                     | 9 grudnia 2015       |

## Sezon 3 (2016)
| Nr | #  | Tytuł                                             | Reżyseria       | Scenariusz                                     | Premiera FX          |
| -- | -- | ------------------------------------------------- | --------------- | ---------------------------------------------- | -------------------- |
| 24 | 1  | Try Real Hard                                     | Wendey Stanzler | Stephen Falk                                   | 31 sierpnia 2015     |
| 25 | 2  | Fix Me, Dummy                                     | Wendey Stanzler | Stephen Falk                                   | 7 września 2015      |
| 26 | 3  | Bad News: Dude's Dead                             | Wendey Stanzler | Eva Anderson                                   | 14 września 2015     |
| 27 | 4  | Men Get Strong                                    | Stephen Falk    | Alison Bennett                                 | 21 września 2015     |
| 28 | 5  | Twenty-Two                                        | Stephen Falk    | Stephen Falk                                   | 28 września 2015     |
| 29 | 6  | The Last Sunday Funday                            | Wendey Stanzler | Stephen Falk                                   | 5 października 2015  |
| 30 | 7  | The Only Thing That Helps                         | Stephen Falk    | Franklin Hardy, Shane Kosakowski               | 12 października 2015 |
| 31 | 8  | Genetically Inferior Beta Males                   | Stephen Falk    | Philippe Iujvidin                              | 19 października 2015 |
| 32 | 9  | The Seventh Layer                                 | Wendey Stanzler | Stephen Falk                                   | 26 października 2015 |
| 33 | 10 | Talking to Me, Talking to Me                      | Wendey Stanzler | Alison Bennett                                 | 2 listopada 2015     |
| 34 | 11 | Inherent, Unsullied Qualitative Value of Anything | Wendey Stanzler | Franklin Hardy, Shane Kosakowski               | 9 listopada 2015     |
| 35 | 12 | You Knew It Was a Snake                           | Wendey Stanzler | Eva Anderson                                   | 16 listopada 2015    |
| 36 | 13 | No Longer Just Us                                 | Wendey Stanzler | Stephen Falk, Franklin Hardy, Shane Kosakowski | 16 listopada 2015    |

## Sezon 4 (2017)
| Nr | #  | Tytuł                             | Reżyseria     | Scenariusz                        | Premiera FX          |
| -- | -- | --------------------------------- | ------------- | --------------------------------- | -------------------- |
| 37 | 1  | It's Been, Part 1                 | Stephen Falk  | Stephen Falk                      | 6 września 2017      |
| 38 | 2  | It's Been, Part 2                 | Stephen Falk  | Stephen Falk                      | 6 września 2017      |
| 39 | 3  | Odysseus                          | Stephen Falk  | Alison Bennett                    | 13 września 2017     |
| 40 | 4  | This Is Just Marketing            | Tamra Davis   | Franklin Hardy & Shane Kosakowski | 20 września 2017     |
| 41 | 5  | Fog of War, Bro                   | Stephen Falk  | Eva Anderson                      | 27 września 2017     |
| 42 | 6  | There’s Always a Back Door        | Tamra Davis   | Philippe Iujvidin                 | 4 października 2017  |
| 43 | 7  | Not a Great Bet                   | Tamra Davis   | Stephen Falk                      | 11 października 2017 |
| 44 | 8  | A Bunch of Hornballs              | Heath Cullens | Alison Bennett                    | 18 października 2017 |
| 45 | 9  | Worldstar!                        | Heath Cullens | Franklin Hardy & Shane Kosakowski | 25 października 2017 |
| 46 | 10 | Dad-Not-Dad                       | Heath Cullens | Eva Anderson                      | 1 listopada 2017     |
| 47 | 11 | From the Beginning, I Was Screwed | Steph Green   | Franklin Hardy & Shane Kosakowski | 8 listopada 2017     |
| 48 | 12 | Like People                       | Steph Green   | Alison Bennett & Eva Anderson     | 15 listopada 2017    |
| 49 | 13 | It's Always Been This Way         | Stephen Falk  | Eva Anderson and Stephen Falk     | 15 listopada 2017    |

## Sezon 5 (2019)
| Nr | #  | Tytuł                                     | Reżyseria           | Scenariusz                            | Premiera FX      |
| -- | -- | ----------------------------------------- | ------------------- | ------------------------------------- | ---------------- |
| 50 | 1  | The Intransigence of Love                 | Stephen Falk        | Stephen Falk                          | 9 stycznia 2019  |
| 51 | 2  | The Pin In My Grenade                     | Stephen Falk        | Philippe Iujvidin                     | 16 stycznia 2019 |
| 52 | 3  | The One Thing We Don't Talk About         | Stephen Falk        | Sarah Carbiener, Erica Rosbe          | 23 stycznia 2019 |
| 53 | 4  | What Money?                               | Ryan Case           | Evan Mann, Gareth Reynolds            | 30 stycznia 2019 |
| 54 | 5  | A Very Good Boy                           | Ryan Case           | Marquita J. Robinson                  | 6 lutego 2019    |
| 55 | 6  | This Brief Fermata                        | Ryan Case           | April Shih                            | 13 lutego 2019   |
| 56 | 7  | Zero Eggplants                            | Alex Hardcastle     | Stephen Falk                          | 20 lutego 2019   |
| 57 | 8  | The Pillars of Creation                   | Alex Hardcastle     | Evan Mann, Gareth Reynolds            | 27 lutego 2019   |
| 58 | 9  | Bachelor/Bachelorette Party Sunday Funday | Alex Hardcastle     | Stephen Falk                          | 6 marca 2019     |
| 59 | 10 | Magical Thinking                          | Jordan Vogt-Roberts | Marquita J. Robinson, Jane E. Sussman | 13 marca 2019    |
| 60 | 11 | Four Goddamn More Day                     | Jordan Vogt-Roberts | Philippe Iujvidin                     | 20 marca 2019    |
| 61 | 12 | We Were Having Such a Nice Day            | Jordan Vogt-Roberts | Sarah Carbiener, Erica Rosbe          | 27 marca 2019    |
| 62 | 13 | Pancakes                                  | Stephen Falk        | Stephen Falk                          | 3 kwietnia 2019  |